# Juliane Blank
Juliane Blank (* 6. November 1981 in Magdeburg) ist eine deutsche Germanistin.

## Leben
Blank studierte von 2002 bis 2008 Germanistik, anglistische Literaturwissenschaft und Kunstgeschichte an der Friedrich-Schiller-Universität Jena. Ab 2008 war sie wissenschaftliche Mitarbeiterin an der Universität des Saarlandes, Fachrichtung Germanistik (Manfred Engel, Neuere deutsche Literaturwissenschaft). 
Seit 2023 ist Blank Professorin für Neuere deutsche Literatur mit Schwerpunkt Allgemeine und Vergleichende Literaturwissenschaft/Komparatistik an der Albert-Ludwigs-Universität Freiburg. Darüber hinaus ist sie seit 2019 Mitherausgeberin der Fachzeitschrift KulturPoetik.
Ihre Forschungsschwerpunkte sind Intermedialität, Literatur und bildende Kunst, Adaption, Comics und Graphic Novels, visuelles Erzählen, Franz Kafka, Literatur und Kultur um 1800, Zufall und Kontingenz aus kulturwissenschaftlicher Perspektive. 

## Schriften (Auswahl)
- Vom Sinn und Unsinn des Begriffs Graphic Novel. Bachmann, Berlin 2014, ISBN 978-3-941030-42-8.
- Literaturadaptionen im Comic. Ein modulares Analysemodell. Zugl. Dissertation. Bachmann, Berlin 2015, ISBN 978-3-941030-60-2.
- Katastrophe und Kontingenz in der Literatur. Zufall als Problem der Sinngebung im Diskurs über Lissabon, die Shoah und 9/11. Zugl. Habilitationsschrift. De Gruyter, Berlin 2021, ISBN 3-11-071220-2.